# 食管法違反事件
食管法違反事件（しょっかんほういはんじけん）、食管法事件（しょっかんほうじけん）または食糧管理法違反事件（しょくりょうかんりほういはんじけん）とは、太平洋戦争終戦直後の混乱期に食糧管理法の合憲性や刑事訴訟における手続的問題等を巡って争われた一連の判例を個別にまたは総称していうものである。
以下時期が近接する3件の判例につき解説するが、これらの事件は必ずしも同一の被告人に関するものではない。

## 生存権に関する判例（最高裁判所昭和23年9月29日大法廷判決）
終戦直後の食料不足の折、食糧管理法に基づく許可なく白米1斗、玄米2升を購入し運搬した被告人が、同法違反で検挙、起訴された事案。以下の2点が争点とされた。
1. 憲法25条1項は具体的・現実的に生活権を保障するものであるか
2. 食糧管理法は憲法25条の趣旨に適合するか

最高裁は以下のように判示して被告人の上告を棄却した。憲法25条がいわゆるプログラム規定であるとの解釈を示したものと解されている。
生存権に関する最初の最高裁判決であり、同じく生存権が問題となった朝日訴訟最高裁判決等でも引用された重要判例である。
本件は生存権の判例を形成するには不適当な性質の事案であったと評されている。すなわち、食糧管理法は、戦時中から終戦直後期に至るまでの絶対的な食糧不足の中、貧富の不公正がある中で貧者を救済するために立法されたものであったうえ、運用においても相当な配慮がなされ、自己や家族の生存のためにやむを得ず違法行為に手を染めたような事案が起訴された例は最高裁判所裁判官には観測されないような状況にあった。このような状況を踏まえれば、本件の実態は真に生存権の保障を必要とする状況にない「闇屋」の事案といえるものであり、裁判官らが真剣に生存権に配慮しなかったとしても致し方ないとも評しうるというのである。
換言すれば、本判例は、社会的立法が整わず、生存権が国民個人の権利としては確立していない時期のものであったともいえる。

## 違憲審査権に関する判例（最高裁判所昭和25年2月1日大法廷判決）
食糧管理法違反の公訴事実で起訴された被告人が、下級審で有罪判決を受け、その後東京高裁に上告するも棄却されたため、違憲立法審査権を有するのは最高裁のみであって、被告人が違憲の主張なしたにもかかわらず最高裁に移送せずに高等裁判所において判断した上告審判決は違憲であるとして再上告した事件。 
最高裁は、下級裁判所の裁判官であっても違憲審査権を有し、最高裁に移送せず高等裁判所において上告審判決を下しても憲法に違反しないと判示した。

## 跳躍上告に関する判例（最高裁判所昭和23年12月1日大法廷判決）
跳躍上告に関する数少ない判例のひとつである。
被告人側が第一審判決に対し跳躍上告したが、最高裁は適法な跳躍上告理由に該当しないとした。